# Liste der Kellergassen in Röschitz
Die Liste der Kellergassen in Röschitz führt die Kellergassen in der niederösterreichischen Gemeinde Röschitz an.
| Foto |                 | Kellergasse                                | Standort                           | Beschreibung |
| ---- | --------------- | ------------------------------------------ | ---------------------------------- | --- |
| ja   | Datei hochladen | Kellergasse Klein-Jetzelsdorf              | KG: Klein-Jetzelsdorf Standort     | Die Kellerzeile liegt am nördlichen Ortsausgang in einem Graben östlich an der Bundesstraße 35. Auf 100 Metern Länge befinden sich elf Gebäude (davon zwei Um- oder Neubauten), mehrheitlich „Vorkappln“ (gemauerte Kellervorbauten). Die Hälfte der Keller ist erneuerungsbedürftig oder verfallen. |
| ja   | Datei hochladen | Kellergasse Klein-Reinprechtsdorf          | KG: Klein-Reinprechtsdorf Standort | Die einzeilige Kellergasse verläuft vom Ende des verbauten Ortsgebietes nach Westen bis zur Ortsendetafel. Die Keller sind einseitig an einer Geländekante südlich des Weges angeordnet. Auf 180 Metern Länge befinden sich 14 mehrheitlich traufständige Gebäude, davon zwei Um- oder Neubauten. Die älteste Datierung ist von 1791. |
| BW   | Datei hochladen |                                            | KG: Klein-Reinprechtsdorf Standort | Die Kellerreihe, die durch Neubauten ihren Kellergassencharakter verloren hat, befindet sich am südöstlichen Ortsrand einseitig an einer Geländekante. Schmidbaur fand hier um 1990 acht mehrheitlich traufständige Gebäude vor, darunter einen Neubau mit Wohnnutzung. |
| ja   | Datei hochladen | Kellergasse Roggendorf                     | KG: Roggendorf Standort            | Das einzeilige Kellergassensystem liegt am nordöstlichen Ortsrand. Es besteht aus einigen Gebäuden an einer Geländekante im nordöstlichen Hintaus, und am Ortsende aus einem östlichen Teil entlang der Straße und einem westlichen Teil an einem schmalen Weg, der über eine Kuppe verläuft und an beiden Enden in die Straße einmündet. Keller und zu Wohnhäusern adaptierte Presshäuser liegen an der Westseite der Straße bzw. des Weges. Schmidbaur zählte gegen 1990 48 Gebäude, davon 13 Um- oder Neubauten großteils mit Wohnnutzung. Von den traditionellen Kellern – mehrheitlich giebelständig – war damals die Hälfte erneuerungsbedürftig oder verfallen. |
| ja   | Datei hochladen | Marktweg Kellergasse                       | KG: Röschitz Standort              | Ausgehend vom Kapellenplatz führt die beidseitige Einzelkellergasse in einem Graben nach Westen. Auf 600 Metern Länge befinden sich 85 Gebäude. Der Niveauunterschied zwischen Kellergasse und den Weingärten hinter den Presshäusern ist im Mittelteil der Kellergasse so hoch, dass diese Presshäuser teils stockhoch sind und die obliegenden Schüttböden ebenerdige Ausgänge zu den Weingärten haben. Die älteste Datierung ist von 1852. |
| ja   | Datei hochladen | Veltlinergasse                             | KG: Röschitz Standort              | Die Kellergasse befindet sich in der Ebene im südwestlichen Hintaus. Ausgehend vom Kapellenplatz führt sie nach Nordwesten und mündet in die Winzerstraße. Schmidbaur fasste sie mit der Feuerkogel-Kellergasse zu einem aus 56 Gebäuden (davon acht Um- oder Neubauten) bestehenden Kellergassensystem mit einer ältesten Datierung von 1819 zusammen. |
| ja   | Datei hochladen | Feuerkogel Kellergasse                     | KG: Röschitz Standort              | Die beidseitige Kellergasse befindet sich im südwestlichen Hintaus in einem Graben. Sie verläuft von der Einmündung der Veltlinergasse in die Winzerstraße nach Nordwesten. Schmidbaur fasste sie mit der Veltlinergasse zu einem aus 56 Gebäuden (davon acht Um- oder Neubauten) bestehenden Kellergassensystem mit einer ältesten Datierung von 1819 zusammen. |
| ja   | Datei hochladen | Kellergasse Pulkauer Straße / Lehmgstetten | KG: Röschitz Standort              | Das Kellergassensystem befindet sich am nordöstlichen Ortsrand. Es besteht aus einer Kellerreihe in Grabenlage auf der westlichen Seite der Pulkauer Straße, und einem großen Platz in Muldenlage, auf dem sich neben Tennisplätzen auch ein Kellerensemble mit einigen Heurigenlokalen befindet. Rund um diesen Platz verläuft die Zigelstadel Kellergasse. An der Pulkauer Straße folgen von hier nach Norden hin noch 5 Keller an der östlichen Straßenseite mit dem bekannten Weberkeller. Schmidbaur zählte insgesamt 35 Gebäude, davon fünf Um- oder Neubauten. Die älteste Datierung ist von 1819.                                                              |

| Foto:                    | Fotografie der Kellergasse (Gesamtheit). Klicken des Fotos erzeugt eine vergrößerte Ansicht. Daneben finden sich zwei Symbole: \| Weitere Bilder vorhanden \| Das Symbol bedeutet, dass weitere Fotos des Objekts verfügbar sind. Durch Klicken des Symbols werden sie angezeigt. \| \| Eigenes Foto hochladen \| Durch Klicken des Symbols können weitere Fotos des Objekts in das Medienarchiv Wikimedia Commons hochgeladen werden. \| |
| Name:                    | Bezeichnung der Kellergasse |
| Standort:                | Es ist die Katastralgemeinde (KG) angegeben. Durch Aufruf des Links Standort wird die Lage der Kellergasse in verschiedenen Kartenprojekten angezeigt. |
| Beschreibung             | Kurze Beschreibung der Kellergasse |
| Weitere Bilder vorhanden | Das Symbol bedeutet, dass weitere Fotos des Objekts verfügbar sind. Durch Klicken des Symbols werden sie angezeigt. |
| Eigenes Foto hochladen   | Durch Klicken des Symbols können weitere Fotos des Objekts in das Medienarchiv Wikimedia Commons hochgeladen werden. |